# National Basketball League of Canada 2017-2018
La stagione NBL Canada 2017-2018 fu la settima della National Basketball League of Canada. Parteciparono 10 squadre divise in due gironi. Rispetto alla stagione precedente i Moncton Miracles divennero i Moncton Magic, si aggiunsero i St. John's Edge e gli Orangeville A's scomparvero.

## Squadre partecipanti
- Cape Breton High.s
- Halifax Hurricanes
- Island Storm
- KW Titans
- London Lightning
- Moncton Magic
- St. John Riptide
- St. John's Edge
- Niagara River Lions
- Windsor Express

## Classifiche

### Atlantic division
| Squadra                 | V  | P  | PCT  | GB |
| ----------------------- | -- | -- | ---- | -- |
| Halifax Hurricanes      | 28 | 12 | 70,0 | -  |
| Moncton Magic           | 23 | 17 | 57,5 | 5  |
| Saint John Riptide      | 20 | 20 | 50,0 | 8  |
| Island Storm            | 19 | 21 | 47,5 | 9  |
| Cape Breton Highlanders | 13 | 27 | 32,5 | 15 |

### Central division
| Squadra                   | V  | P  | PCT  | GB |
| ------------------------- | -- | -- | ---- | -- |
| London Lightning          | 27 | 13 | 67,5 | -  |
| St. John's Edge           | 25 | 15 | 62,5 | 2  |
| Windsor Express           | 20 | 20 | 50,0 | 7  |
| Niagara River Lions       | 17 | 23 | 42,5 | 10 |
| Kitchener-Waterloo Titans | 8  | 32 | 20,0 | 19 |

### Tabellone
|  | Semifinali di division | Semifinali di division | Semifinali di division |         |         | Finali di division | Finali di division | Finali di division |  |  | Finale NBL Canada | Finale NBL Canada | Finale NBL Canada |  |
|  |                        |                        |                        |         |         |                    |                    |                    |  |  |                   |                   |                   |  |
|  | 1a                     | Halifax                | 3                      |         |         |                    |                    |                    |  |  |                   |                   |                   |  |
|  | 1a                     | Halifax                | 3                      |         |         |                    |                    |                    |  |  |                   |                   |                   |  |
|  | 4a                     | Island                 | 1                      |         |         |                    |                    |                    |  |  |                   |                   |                   |  |
|  | 4a                     | Island                 | 1                      |         | 1a      | Halifax            | 4                  |                    |  |  |                   |                   |                   |  |
|  |                        |                        |                        |         | 1a      | Halifax            | 4                  |                    |  |  |                   |                   |                   |  |
|  |                        |                        | 3a                     | Moncton | 1       |                    |                    |                    |  |  |                   |                   |                   |  |
|  | 3a                     | Saint John             | 3a                     | Moncton | 1       | 2                  |                    |                    |  |  |                   |                   |                   |  |
|  | 3a                     | Saint John             |                        |         |         |                    |                    |                    |  |  |                   |                   |                   |  |
|  | 2a                     | Moncton                | 3                      |         |         |                    |                    |                    |  |  |                   |                   |                   |  |
|  | 2a                     | Moncton                | 3                      |         | Halifax | Halifax            | 3                  |                    |  |  |                   |                   |                   |  |
|  |                        |                        |                        |         |         |                    |                    |                    |  |  |                   |                   |                   |  |
|  |                        |                        | London                 | London  | 4       |                    |                    |                    |  |  |                   |                   |                   |  |
|  | 2c                     | St. John's             | London                 | London  | 4       | 3                  |                    |                    |  |  |                   |                   |                   |  |
|  | 2c                     | St. John's             |                        |         |         |                    |                    |                    |  |  |                   |                   |                   |  |
|  | 3c                     | Windsor                | 0                      |         |         |                    |                    |                    |  |  |                   |                   |                   |  |
|  | 3c                     | Windsor                | 0                      |         | 2c      | St. John's         | 2                  |                    |  |  |                   |                   |                   |  |
|  |                        |                        |                        |         | 2c      | St. John's         | 2                  |                    |  |  |                   |                   |                   |  |
|  |                        |                        | 1c                     | London  | 4       |                    |                    |                    |  |  |                   |                   |                   |  |
|  | 4c                     | Niagara                | 1c                     | London  | 4       | 1                  |                    |                    |  |  |                   |                   |                   |  |
|  | 4c                     | Niagara                |                        |         |         |                    |                    |                    |  |  |                   |                   |                   |  |
|  | 1c                     | London                 | 3                      |         |         |                    |                    |                    |  |  |                   |                   |                   |  |

## Vincitore
| Campione NBL Canada 2018     |
| ---------------------------- |
| London Lightning (4º titolo) |

## Statistiche
| Categoria             | Giocatore         | Squadra                   | Stat |
| --------------------- | ----------------- | ------------------------- | ---- |
| Punti per gara        | Royce White       | London Lightning          | 25,4 |
| Rimbalzi per gara     | Derek Hall        | Kitchener-Waterloo Titans | 11,6 |
| Assist per gara       | Cliff Clinkscales | Halifax Hurricanes        | 7,5  |
| Palle rubate per gara | Maurice Jones     | Windsor Express           | 2,3  |
| Stoppate per gara     | Sam Muldrow       | Niagara River Lions       | 2,1  |

## Premi NBL Canada
- NBL Canada Most Valuable Player: Carl English, St. John's Edge
- NBL Canada Coach of the Year: Mike Leslie, Halifax Hurricanes
- NBL Canada Defensive Player of the Year: Du'Vaughn Maxwell, Island Storm
- NBL Canada Sixth Man of the Year: Ta'Quan Zimmerman, Halifax Hurricanes
- NBL Canada Newcomer of the Year: Franklin Session, Island Storm
- NBL Canada Rookie of the Year: Jaylon Tate, Niagara River Lions
- NBL Canada Canadian Player of the Year: Carl English, St. John's Edge